# Dolores García-Hierro
Dolores García-Hierro Caraballo (ur. 16 maja 1958 w Urdzie) – hiszpańska działaczka partyjna i związkowa, posłanka do Parlamentu Europejskiego VII kadencji.

## Życiorys
Z wykształcenia technik organizacji. Zaangażowała się w działalność związkową w ramach Powszechnego Związku Pracowników (UGT), a w 1975 wstąpiła do Hiszpańskiej Socjalistycznej Partii Robotniczej. Była radną Madrytu (1987–1991), a także deputowaną Wspólnoty Madrytu czterech kolejnych kadencji (1983–1987). Od 1994 do 1996 była członkinią hiszpańskiego Senatu. W 1996, 2000 i 2004 wybierana do Kongresu Deputowanych.
W wyborach w 2009 kandydowała z listy krajowej PSOE do Parlamentu Europejskiego. Mandat eurodeputowanej objęła 1 grudnia 2011 w ramach dodatkowej puli mandatów po wejściu w życie traktatu lizbońskiego. W PE przystąpiła do grupy Postępowego Sojuszu Socjalistów i Demokratów.